# 1. division i ishockey 1965-66
1. division i ishockey 1965-66 var turneringen om det niende DM i ishockey. Mesterskabet blev arrangeret af Dansk Ishockey Union, og det var sjette sæson, at mesterskabet blev afviklet i ligaform. Turneringen var siden den foregående sæson blevet udvidet fra seks til syv hold, idet Vojens Ishockey Klub var rykket op fra 2. division, og den blev afviklet som en dobbeltturnering alle-mod-alle.
Mesterskabet blev vundet af KSF, som dermed vandt DM-titlen for syvende gang i alt og tredje sæson i træk. Sølvmedaljerne gik til Gladsaxe Skøjteløberforening, mens bronzemedaljerne blev vundet af Esbjerg Ishockey Klub.

## Resultater og stillinger
De syv deltagende hold spillede en dobbeltturnering alle-mod-alle.
| Nr | Hold          | K  | V | U | T | Mf |   | Mi  | +/- | P                   |
| -- | ------------- | -- | - | - | - | -- | - | --- | --- | ------------------- |
| 1  | KSF (M)       | 12 | 8 | 3 | 1 | 73 | – | 36  | +37 | 19                  |
| 2  | Gladsaxe SF   | 12 | 8 | 2 | 2 | 88 | – | 39  | +49 | 18                  |
| 3  | Esbjerg IK    | 12 | 7 | 3 | 2 | 69 | – | 39  | +30 | 17                  |
| 4  | Rungsted IK   | 12 | 7 | 2 | 3 | 58 | – | 44  | +14 | 16                  |
| 5  | Rødovre SIK   | 12 | 3 | 0 | 9 | 57 | – | 56  | +1  | 6                   |
| 6  | USG           | 12 | 1 | 2 | 9 | 26 | – | 85  | −59 | 4                   |
| 7  | Vojens IK (O) | 12 | 1 | 2 | 9 | 37 | – | 109 | −72 | 4Kvalifikationskamp |

 K: Kampe spillet, V: Vundne kampe, U: Uafgjorte kampe, T: Tabte kampe, Mf: Mål for, Mi: Mål imod, +/-: Måldifference, P: Point

 
Holdet, der sluttede på sidstepladsen, oprykkerne Vojens IK, spillede mod vinderne af 2. division, Varde IK, om den sidste ledige plads i 1. division i den efterfølgende sæson. Kampen blev spillet i Vojens den 20. marts 1966, hvor hjemmeholdet med en sejr på 4-2 sikrede sig endnu en sæson i den bedste række.